# FK Mladost Lučani
FK Mladost Lučani (serbiska:ФК Младост Лучани) är en professionell fotbollsklubb från Lučani i Serbien. De spelar i serbiska superligan, den högsta nivån i det nationella ligasystemet.

## Historia
Klubben grundades 1952 och nådde sin första anmärkningsvärda framgång genom att vinna Jugoslaviska tredje divisionens östra grupp 1989, och blev därmed uppflyttade till den jugoslaviska andradivisionen. Där lyckades de däremot bara stanna en säsong innan de blev nedflyttade.
Efter Jugoslaviens upplösning startade klubben i andradivisionen i FR Jugoslavien. De vann divisionen 1995 och gick därmed upp till högsta divisionen. Klubben tillbringade där de följande tre säsongerna, innan de blev nedflyttade 1998.
Efter vinst i andradivisionen 2007 flyttades klubben återigen upp till högsta divisionen som nu hette serbiska superligan, men tvingades dra sig ur tävlingen på grund av ekonomiska problem. De kom slutligen tillbaka till superligan 2014.
Säsongen 2016–17 slutade de på fjärde plats och säkrade därmed en plats i europaspel för första gången i historien. De slogs dock ut av det azerbajdzjanska laget Inter Baku (idag Keşlə FK) i den första kvalomgången av UEFA Europa League 2017–18 och förlorade där med sammanlagt 5–0. På den inhemska scenen gjorde klubben ytterligare en historisk framgång genom att nå finalen i Serbiska cupen 2017–18. De förlorade till slut med 2–1 mot Partizan efter att ha lett med 1–0.

## Meriter
FR Jugoslaviens andradivision / Serbiska andradivisionen (Nivå 2)
- 1994–95, 2000–01 (Västra gruppen) / 2006–07, 2013–14

Jugoslaviska tredjedivisionen / Serbiska västra ligan (Nivå 3)
- 1988–89 (Östra gruppen) / 2003–04, 2005–06